# اریا
اُریا دهستانی در استان آلمریای اسپانیا است.
در این دهستان ۲٬۱۶۱ نفر زندگی می‌کنند. مساحت این دهستان ۲۳۵ کیلومتر مربع است.